# 제18회 영국 아카데미 영화상
제18회 영국 아카데미 영화상은 1964년의 최고의 영화를 기리기 위해 1965년에 열린 시상식이다.

## 수상

### 작품상
- 닥터 스트레인지러브 - 앤 밴크로프트 수상

### 알렉산더 코다 상
- 닥터 스트레인지러브 - 오드리 헵번 수상

### 칼 포먼 상
- 메리 포핀스 - 줄리 앤드류스 수상

### 남우주연상(영국)
- Guns at Batasi - 리차드 아텐보로 수상
- 비 오는 오후의 음모 - 리차드 아텐보로 수상

### 남우주연상(외국)
- 사랑의 변주곡 - 마르첼로 마스트로야니 수상

### 여우주연상(영국)
- 샤레이드 - 오드리 헵번 수상

### 여우주연상(외국)
- 펌프킨 이터 - 앤 밴크로프트 수상

### 각본상(영국)
- 펌프킨 이터 - 해롤드 핀터 수상

### 촬영상
- 베킷 - 죠프리 언스워스 수상

### 촬영상(흑백)
- 펌프킨 이터 - 오스워드 모리스 수상

### 의상상
- 베킷 - 마가렛 퍼스 수상

### 의상상(흑백)
- 펌프킨 이터 - 모틀리 수상

### 미술상
- 베킷 - 존 브라이언 수상

### 미술상(흑백)
- 닥터 스트레인지러브 - 켄 애덤 수상

### 단편애니메이션작품상
- THE INSECTS 수상

### 단편영화작품상
- KENOJUAK 수상

### UN상
- 닥터 스트레인지러브 수상

### 특별상
- DRIVING TECHNIQUE ?PASSENGER TRAINS 수상